# ヘンリー・ラウザー (第3代ロンズデール子爵)
第3代ロンズデール子爵ヘンリー・ラウザー（英語: Henry Lowther, 3rd Viscount Lonsdale, PC, FRS 1694年 – 1751年3月7日）は、イギリスの廷臣、地主。

## 生涯
初代ロンズデール子爵ジョン・ラウザーとキャサリン・シン（Katherine Thynne）の次男として生まれ、1713年12月1日に兄リチャードが死去するとロンズデール子爵の爵位を継承した。
1715年ジャコバイト蜂起ではカンバーランド統監のカーライル伯爵とともにカンバーランドとウェストモーランドで民兵隊を編成したが、ダーウェントウォーター伯爵率いるジャコバイト軍が接近すると民兵隊は四散、20人しか残らなかったためロンズデール子爵はアップルビー城に撤退せざるを得なかった。
1717年にジョージ1世の寝室侍従に任命され、あまり熱心ではなかったが10年間務めた。ほかにも1726年から1731年までロンドン塔管理長官を、1733年から1735年まで王璽尚書を務め、1738年にカーライル伯爵が死去すると後任のカンバーランド統監とウェストモーランド統監になり、1745年ジャコバイト蜂起ではこれら2カウンティの守備を担当した。
1720年の南海泡沫事件で大きな損失を出したものの、いわゆる自治邑土地保有態様（Burgage）の購入に励んでアップルビー選挙区を懐中選挙区にすることに成功した。
1742年1月21日、王立協会フェローに選出された。
1751年3月12日に死去、生涯未婚だったためロンズデール子爵は継承者がなくなり断絶、準男爵の爵位と遺産は親族のジェームズ・ラウザー（後の初代ロンズデール伯爵）が継承した。